# Westerhaar-Vriezenveensewijk
Westerhaar-Vriezenveensewijk est un village situé dans la commune néerlandaise de Twenterand, dans la province d'Overijssel. Le 1er janvier 2006, le village comptait 4 740 habitants.